# Caída de Filadelfia
La caída de Filadelfia marcó la caída del último asentamiento independiente cristiano griego en el oeste de Asia Menor por los turcos del Imperio otomano. Irónicamente, el ejército sitiador incluía un contingente del Imperio bizantino, que era un vasallo de los otomanos.
Antes de su caída, la ciudad que había eludido la suerte de sus vecinos para pagar tributo a los numerosos ghazis, cuyas bandas saqueaban las aldeas y pueblos que no pagan su tributo (yizia). Aunque incorporada al Imperio Bizantino, estaba separada de ella por el mar, la ciudad es en realidad totalmente autónoma o independiente.
En 1378, Manuel II Paleólogo prometió entregar la ciudad de Filadelfia a los turcos a cambio de ayuda del sultán otomano en la guerra civil bizantina. Sin embargo, los ciudadanos Filadelfia se negaron a rendirse y no fue hasta 1390 cuando Bayezid I convocó a los líderes de la guerra civil Manuel II Paleólogo y Juan VII Paleólogo y ordenando que se incorporaran fuerzas sitiadoras. Fue tomada la ciudad ese año por los turcos.